# Mátria (programa)
Mátria foi uma série de televisão da autoria de Natália Correia dedicada à figura feminina nos seus mais variados aspetos, sobretudo nos aspetos culturais, focada em notáveis mulheres históricas portuguesas

## Episódios
| Título                    | Dia                 | Refs.  |
| ------------------------- | ------------------- | ------ |
| As Fundadoras             | 9 de maio de 1986   | [ 1 ]  |
| Rainha Santa Isabel       | 16 de maio de 1986  | [ 2 ]  |
| A Linda Inês              | 23 de maio de 1986  | [ 3 ]  |
| A Flor da Altura          | 30 de maio de 1986  | [ 4 ]  |
| As Amazonas               | 27 de junho de 1986 | [ 5 ]  |
| As Perfeitíssimas         | 4 de julho de 1986  | [ 6 ]  |
| O século XVII português   | 18 de julho de 1986 | [ 7 ]  |
| O século XVII português   | 25 de julho de 1986 | [ 8 ]  |
| O século XVIII português  | 4 de abril de 1988  | [ 11 ] |
| A Ninfa da Rosa           | 11 de abril de 1988 | [ 12 ] |
| As Damas da Liberdade     | 18 de abril de 1988 | [ 13 ] |
| Maria da Fonte            | 25 de abril de 1988 | [ 14 ] |
| Maria da Fonte - II       | 2 de maio de 1988   | [ 15 ] |
| Românticas                | 9 de maio de 1988   | [ 16 ] |
| Maçonaria Feminina        | 16 de maio de 1988  | [ 17 ] |
| O século XIX-XX português | 23 de maio de 1988  | [ 18 ] |
| As Feministas             | 30 de maio de 1988  | [ 19 ] |
| Florbela - I Parte        | 6 de junho de 1988  | [ 20 ] |
| Florbela - II Parte       | 20 de junho de 1988 | [ 21 ] |
| Florbela - III Parte      | 27 de junho de 1988 | [ 9 ]  |